# Den mycket hungriga larven

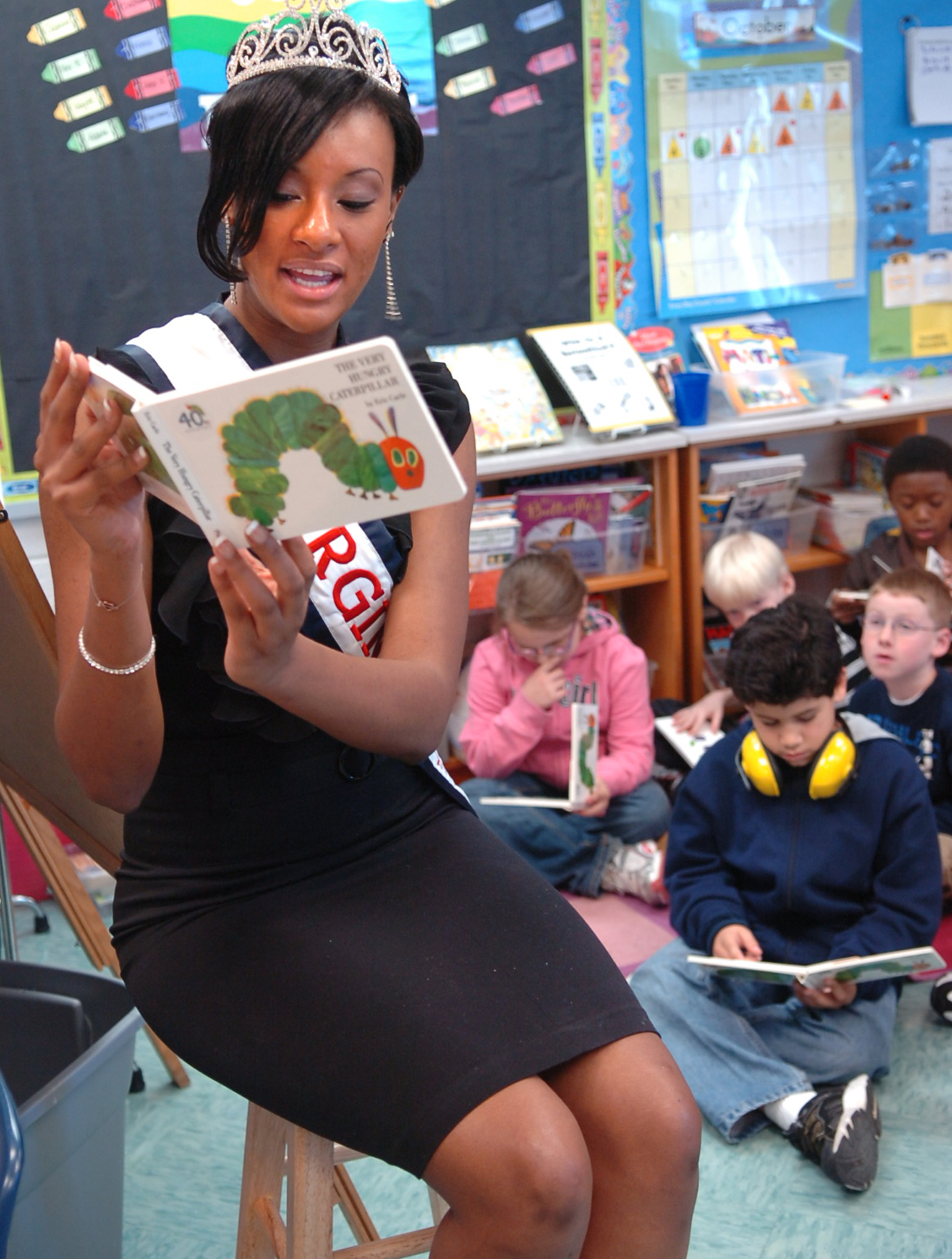
Miss Virginia läser ur boken för barn i en förskola år 2009

Den mycket hungriga larven (originaltitel: The Very Hungry Caterpillar) är en barnbok av den amerikansk-tyska författaren Eric Carle.
Boken beskriver en fjärilslarv som kläcks ur ett ägg och som utvecklas till en fjäril. Barnen får dessutom kännedom om tidsbegreppet, utveckling och mat. Boken publicerades den 20 mars 1969 och den har 26 sidor. Verket liknar ett kollage i utseende och det översattes fram till 2019 i 64 olika språk. Uppskattningsvis såldes boken 50 miljoner gånger över hela världen. Författaren Carle sa i ett intervju att han hoppas att barn som känner sig hjälplösa får hopp genom boken och att de blir glada. Boken ger dessutom inblick i veckans dagar. Carle skrev även att han vill få tankarna bort från gångna krig som främst var grå och inte färgglada som boken. Den mycket hungriga larven var Carles tredje barnbok efter Brown Bear, Brown Bear, What Do You See? (endast teckningar) och 1, 2, 3 to the Zoo. Kännetecknande för boken är hål i frukterna och bokens sidor som skapades genom stansning.
Boken publicerades även som ljudbok, målarbok, kortfilm och kokbok.